# ДТЕК
ДТЕК (раніше — Донбасская топливно-энергетическая компания; укр. Донбаська паливно-енергетична компанія) — найбільший приватний інвестор енергетичної галузі України.
Компанія виробляє електроенергію на сонячних, вітрових та теплових електростанціях, видобуває вугілля та природний газ, здійснює трейдинг енергопродуктів, розподіляє електроенергію та має мережу зарядних станцій.
Головний офіс компанії розташований у Києві.  ДТЕК входить до складу SCM, власником якої є український олігарх Рінат Ахметов.

## Історія компанії

### 2005—2010
ДТЕК створено у 2005 році До складу компанії увійшли підприємства «Павлоградвугілля», «Шахта Комсомолець Донбасу», «Східенерго» та «Сервіс-Інвест».
У 2006 році приєдналися «ПЕМ-Енерговугілля», ЦЗФ «Павлоградська» та «Курахівська», а в 2007 році — ЦЗФ «Добропільська», «Октябрська» і Моспинське ВПП.
У 2007 році ДТЕК приєднався до Глобального договору ООН. Розпочата програма модернізації всіх енергоблоків «Східенерго», а рейтингові агентства Moody's і Fitch вперше присвоїли компанії міжнародні кредитні рейтинги.
У 2008 році створено компанію «Вінд Пауер». Надалі вона увійшла до складу операційної компанії ДТЕК ВДЕ, що управляє сьогодні всіма активами ДТЕК у сфері відновлювальної енергетики.
У 2009 році компанія вперше виконала експорт електроенергії в Угорщину, Румунію і Словаччину, отримавши відповідне право на аукціоні з доступу до міжнародних мереж.
У 2010 році ДТЕК приєднався до європейських галузевих асоціацій EURACOAL і EURELECTRIC.

### 2011—2016
У 2011 році розпочалося членство ДТЕК у CSR Europe. У тому ж році ДТЕК став найбільшим приватним акціонером ПАТ «Київенерго». Також Фонд державного майна України і ДТЕК уклали договори оренди і концесії державних підприємств «Добропіллявугілля», «Ровенькиантрацит» і «Свердловантрацит».
У травні 2011 року був створений «ДТЕК Нафтогаз» для розвитку проєктів в нафтогазовій галузі.
2012 року запущено турбіни першої черги Ботієвської ВЕС. Відбулося перше придбання вугільних активів за межами України — до складу ДТЕК увійшли Шахтоуправління «Обухівська», «Донський антрацит» і «Сулінантрацит» (РФ). В 2021 році стало відомо про продаж активів кіпрській структурі Valleyton Investments Limited.
У 2013 році ДТЕК почав поставки газу з Європи і придбав пакет акцій Нафтогазвидобування.. Розміщено другий випуск єврооблігацій у розмірі $750 млн.
У 2014 році ДТЕК відновив електропостачання для 1,4 млн жителів у 600 населених пунктах, знеструмлених внаслідок бойових дій на сході України. Також, ДТЕК завершив процес реформування системи управління бізнесом.  Було створено керуючу компанію ДТЕК і три операційні компанії: ДТЕК Енерго, що забезпечує управління активами в вуглевидобутку, тепловій енергетиці і дистрибуції електроенергії, ДТЕК ВДЕ — в альтернативній енергетиці та ДТЕК Нафтогаз — у видобутку природного газу. Наступного року створена четверта операційна компанія для надання комплексних послуг з енергоефективності — ДТЕК ЕСКО. Ботієвська вітроелектростанція вийшла на проєктну потужність, стала найбільшою в Україні та ввійшла до п'ятірки найбільших вітропарків Центральної та Східної Європи.
У 2015 році «Нафтогазвидобування» ввело в експлуатацію найглибшу у Східній Європі газову свердловину (6750 м) і досягло найвищого показника з приватного газовидобутку України.
У 2016 році «Нафтогазвидобування» видобуло 1,6 млрд м³ природного газу.

### 2016—2023
У 2017 році ДТЕК втратив контроль над своїми підприємствами, які розташовані в окремих районах Донецької і Луганської областей. Серед них: «ДТЕК Шахта Комсомолець Донбасу», «Моспинське ВПП», «ДТЕК ПЕМ-Енерговугілля», «ДТЕК Східенерго» (ВП «Зуївська ТЕС»), «Техремпоставка», «ДТЕК Свердловантрацит», «ДТЕК Ровенькиантрацит», «Електроналадка», «ДТЕК Високовольтні мережі» та «ДТЕК Сервіс». Крім того, в цьому ж році було введено в експлуатацію перший об'єкт в геліоенергетиці — Трифонівську СЕС в Херсонській області. ДТЕК Придніпровська ТЕС перевела енергоблоки № 7-8 з антрацитових марок вугілля на газові ДТЕК Енерго придбав ТОВ «Корум Дружківський машинобудівний завод», ТОВ "ІТЦ «Гірничі машини» та 61,2 % акцій ПрАТ «Світло Шахтаря».
У 2018 році, в рамках реформи ринку електроенергії завершив процедуру анбандлінгу, внаслідок чого на базі «Київенерго», «Дніпрообленерго» та «Донецькобленерго» були створені оператори систем розподілу — «ДТЕК Київські електромережі», «ДТЕК Дніпровські електромережі» і «ДТЕК Донецькі електромережі». Почали роботу компанії-постачальники: «Київські енергетичні послуги», «Дніпровські енергетичні послуги», «Донецькі енергетичні послуги». Управління створеними ОСР, а також «ДТЕК Високовольтні мережі» і «ДТЕК ПЕМ-Енерговугілля» здійснює холдинг «ДТЕК Мережі». Також створена європейська дочірня компанія D.Trading (ТОВ «Д.Трейдінг»), яка відповідає за гуртову торгівлю енергоресурсами, зокрема скрапленого природного газу (LNG).
Також у 2018 році ДТЕК запустив мережу швидкісних зарядних станцій для електромобілів STRUM, яку в 2019 році було перейменовано на YASNO E-mobility.
У 2019 році ДТЕК ВДЕ розпочав будівництво Покровської СЕС. Також було придбано контрольні пакети акцій Одесаобленерго та Київобленерго. У тому ж році компанія завершила будівництво Орлівської та Приморської ВЕС, Нікопольської та Покровської СЕС, а портфель проєктів ДТЕК у відновлюваній енергетиці досягнув 1 ГВт.
18 вересня 2020 року, Окружний суд Амстердама на вимогу Сбербанку Росії запровадив обмеження на DTEK Energy B.V на $45,1 млн стосовно деяких активів компанії у Нідерландах. Також у 2020 році ДТЕК приєднався до нової глобальної Платформи Всесвітнього економічного форуму із боротьби з коронавірусом COVID-19. Окрім того, ДТЕК ВДЕ отримав від Climate Bond Initiative нагороду Green Bond Pioneer Award за дебютний випуск зелених облігацій.
У 2021 році ДТЕК ВДЕ починає будівництво першої черги Тилігульської ВЕС у співпраці з данською компанією «Vestas». Також в 2021 ДТЕК придбав 24,5 % «Кіровоградобленерго» у VS Energy.
В 2021 році ДТЕК ВДЕ уклав контракт з General Electric на будівництво двох черг Приморської вітроелектростанції, розпочав будівництво Нікопольської СЕС у партнерстві з китайською компанією СМЕС та  будівництво Орлівської ВЕС у партнерстві з данською компанією Vestas.
За підсумком 2021 року ТЕС компанії наростили виробництво до 25 млрд кВт·годину, не допустивши дефіциту електроенергії. ДТЕК в умовах світової енергетичної кризи імпортувала в Україну рекордні 1,2 млн тонну вугілля.
Станом на 14 січня 2022 року, на складах знаходилося 734,1 тисячі тонн вугілля. Рік тому запаси складали 711,1 тисячі тонн. В 2022 році компанія «ДТЕК Енерго» планує збільшити видобуток вугілля на 0,5 млн тонн до 17,5 млн тонн для забезпечення потреб теплової генерації.
У 2022 році, на шахті Ювілейна з метою підвищення безпеки шахтарів компанія ДТЕК Енерго вперше в Україні застосувала низку цифрових технологій і відкрила першу в Україні «цифрову шахту».
21 вересня 2023 року, згідно повідомлення офіційного сайті ДТЕК «Енерго», машинобудівники ДТЕК виготовили новий прохідницький комбайн RH110. Ця модель стане найуніверсальнішою на вугільних підприємствах компанії та допоможе шахтарям видобувати вугілля для теплоелектростанцій. Маса комбайну — майже 55 тонн, що на 20 % більше за попередні моделі.

## Напрямки бізнесу

### Відновлювальна енергетика

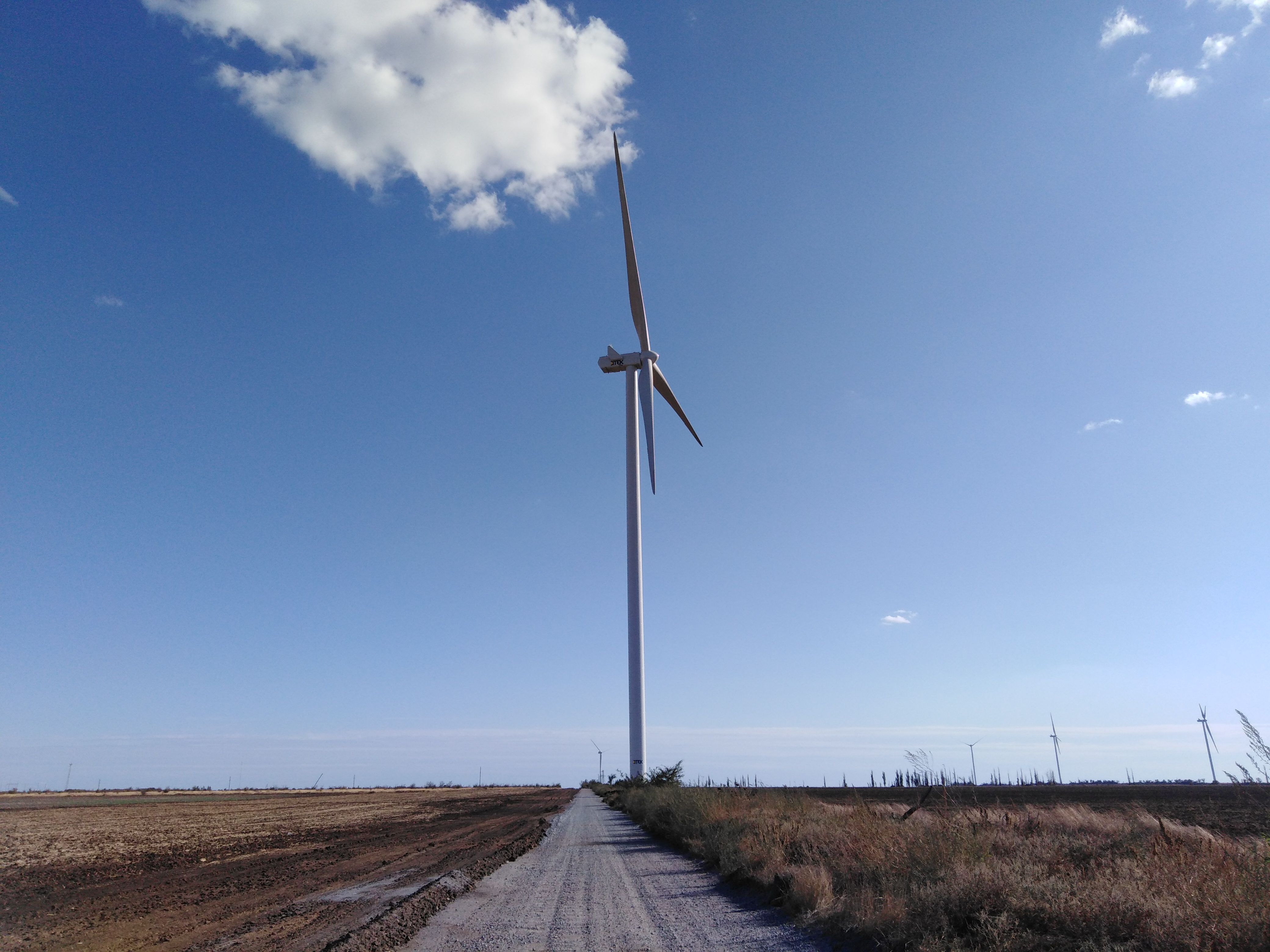
Один з вітряків Орлівської ВЕС

У вітроенергетиці ДТЕК ВДЕ представлена Ботіївською та Приморською ВЕС та Орлівським вітропарком потужністю 100 МВт.
У 2017 році було реалізовано пілотний проєкт в сонячній енергетиці — будівництво Трифонівської СЕС потужністю 10 МВт; 2019 року введені в  експлуатацію Нікопольська та Покровська сонячні електростанції сумарною інверторною потужністю 440 МВт.

### Видобуток вугілля і генерація електроенергії
ДТЕК Енерго забезпечує замкнений цикл виробництва електроенергії з вугілля. У вуглевидобутку створено повний виробничий цикл: видобуток і збагачення вугілля, сервісне обслуговування шахтного устаткування.

### Видобуток природного газу і газового конденсату
ДТЕК Нафтогаз (англ. DTEK Oil&Gas) відповідає за нафтогазовий напрям у структурі енергетичного холдингу ДТЕК. Основний актив — «Нафтогазвидобування», що видобуває газ і газовий конденсат в Полтавській області на ділянках Семиренківського та Мачухського родовищ.

### Розподіл електроенергії
ДТЕК Мережі розвиває бізнес з розподілу електроенергії й експлуатації електромереж в Києві, Київській, Дніпропетровській, Донецькій та Одеській областях. Підприємства обслуговують всього 5,6 млн клієнтів.
Компанія забезпечує стратегічне управління створеними внаслідок анбандлінгу операторів системи розподілу — «ДТЕК Київські електромережі», «ДТЕК Дніпровські електромережі» і «ДТЕК Донецькі електромережі», а також «ДТЕК Високовольтні мережі» і «ДТЕК ПЕМ-Енерговугілля».

### Постачання електроенергії
D.Solutions відповідає за роздрібне постачання електроенергії, послуги у сфері енергоефективності та зарядки електромобілів. Компанія керує компаніями-постачальниками електроенергії, створеними в результаті анбандлінгу: Київські енергетичні послуги, Дніпровські енергетичні послуги, Донецькі енергетичні послуги, об'єднавши їхню діяльність під брендом YASNO. Також D.Solutions  розвиває мережу швидких зарядних станцій YASNO Е-mobility (раніше проєкт мав назву STRUM).

### Трейдинг енергоресурсами
D.Trading — компанія, що відповідає за розвиток оптової торгівлі енергоресурсами в Україні на внутрішніх та зовнішніх енергоринках, працює з великими споживачами та постачальниками ресурсів.

### Академія
Academy DTEK — відкрита освітня бізнес-платформа. Проєкт виступає партнером українських та міжнародних бізнес-шкіл і організацій, зокрема INSEAD, IE Business School, Thunderbird, HRCI, Києво-Могилянської бізнес-школи, ПУМБ, Київстар, VISA  та ін.

## Енергетична трансформація

### Стратегія ДТЕК-2030
У стратегії до 2030 року ДТЕК зобов'язався трансформувати бізнес в  більш екологічний, ефективний і  технологічний, який у своїй діяльності керується принципами ESG. Мета  ДТЕК — досягти вуглецевої нейтральності до 2040 року. ДТЕК бере участь у наступних ініціативах:
- Глобальний договір ООН[80];
- Valuable 500 (міжнародна соціальна ініціатива)[81];
- Бізнес без бар'єрів (ініціатива Першої Леді)[82];
- Women's Empowerment Principles.

У 2020 році ДТЕК інвестував у сталий розвиток 3 млрд грн.

### Інновації та цифрова трансформація
Одним з головних проєктів дирекції з інновацій в 2021 році стало відкриття першої в Україні промислової літій-іонної системи накопичення енергії (СНЕ) потужністю 1 МВт і ємністю 2.25 МВт⋅год.
Прокладення підземного Wi-Fi зв'язку на шахті «Ювілейна» (проєкт MODUS) на глибині 510 метрів увійшло до Книги рекордів України як перша та найглибша підземна інфраструктура зв'язку в країні.
На початку 2021 року ДТЕК заявив про створення інвестиційного хабу нової української енергетики у Великій Британії.

## Розслідування
2017 року Генеральна прокуратура України порушила два кримінальних провадження щодо завищення податкового кредиту з ПДВ підприємствами групи компаній ДТЕК: ПАТ «ДТЕК Павлоградвугілля» (ЄДРПОУ 00178353), ТОВ «ДТЕК Добропіллявугілля» (ЄДРПОУ 37014600), ТОВ «Техремпоставка» (ЄДРПОУ 31366910), ТОВ «Інтеренергосервіс» (ЄДРПОУ 34063592), ТДВ «Шахта „Білозерська“» (ЄДРПОУ 36028628) шляхом придбання неіснуючої сільськогосподарської продукції (макухи, шрота соняшникового та олії соняшникової нерафінованої) у фіктивних підприємств.
У 2020 році Антимонопольний комітет оштрафував «ДТЕК Західенерго» і «Д.Трейдінг» з групи ДТЕК Ріната Ахметова на 275,2 млн грн за зловживання монопольним становищем.
У другій половині холодної зими 2021 року, у період з 1 січня по 9 лютого 2021 року на енергоблоках ТЕС генеруючих компаній відбулося 92 аварійні зупинки енергоблоків, їх основною причиною стали порушення в діях персоналу та керівництва, а не техногенні чинники. До такого висновку прийшла державна інспекція з енергетичного нагляду України, за підсумками аварійних зупинок енергоблоків за цей період комісіями з розслідування технологічних порушень вже розслідувано і складено 75 актів технологічних порушень. Подібні відключення призвели до виходу 6270 МВт генеруючої потужності. Очільник відомства Валерій Тарасюк вже заявив, що ТЕС допустили грубі порушення при формуванні складських запасів вугілля перед початком опалювального сезону.

## Проєкти корпоративної соціальної відповідальності

### Громада своїми руками
«Громада своїми руками» — це щорічний конкурс проєктів для громадських організацій, органів самоорганізації населення, об'єднань співвласників багатоквартирних будинків та ініціативних груп активістів, спрямованих на вирішення локальних проблем та перетворення суспільного простору територіальних громад.
З 2013 по 2020 рік ДТЕК профінансував 1468 проєктів в рамках конкурсу «Громада своїми руками».
У 2021 році проєкт «Громада своїми руками» отримав нагороду Глобального договору ООН Partnership for Sustainability Award 2020.

### Енергоефективні школи. Restart
Цей проєкт націлений на популяризацію ідеї раціонального використання енергоресурсів, виховання екологічних цінностей, залучення учнів та їх батьків, співробітників навчальних закладів та волонтерів в екологічні заходи.
Географія проєкту в 2021 році — 1994 зареєстрованих школи з усієї України.

### «Давай, грай!»
Це спільний проєкт із футбольним клубом «Шахтар», націлений на розвиток масового дитячого аматорського футболу та популяризацію ідей інклюзивності та здорового способу життя.
Також у рамках ініціативи розвитку спільноти ДТЕК було започатковано Молодіжний рух ДТЕК та ID.Community.

### ДТЕК Громадам
Спільно з органами місцевої влади, експертами та громадськістю ДТЕК розробляє Програми соціального партнерства і проєкти, щоб підвищувати рівень життя цих територій.
У рамках соціального партнерства групою ДТЕК у 2007—2020 роках було реалізовано 2 392 проєкти на загальну суму 1 349,5 млн грн.

### Птахи України
У 2021 році ДТЕК Мережі запустив проєкт #Лелеченьки, який став наймасштабнішим еколого-просвітницьким проєктом із захисту птахів в Україні.  Компанія встановила рекордну в Україні кількість спеціальних захисних платформ для гнізд лелек — 122, протягом одного місяця (вересень — жовтень, 2021), в результаті захищено близько 600 лелек. Також в рамках проєкту встановлено 2 скульптури сім'ї лелек у Києві та Одесі. Окрім того у 2021 році енергетики ДТЕК Мережі встановили 2372 птахозахисних пристроїв на лініях електропередачі (кожухи та світловідбиваючі маркери).
Компанія ДТЕК Мережі з 2013 року реалізує програму з орнітологічної безпеки ліній електропередачі. Заходи розроблені відповідно до найкращих світових практик за рекомендаціями UNEP (програми ООН з охорони навколишнього середовища) та BirdLife International на виконання вимог європейських директив 2009/147/ЄС «Про охорону диких видів птахів» та 92/43/ЄЕС «Про збереження довкілля диких видів флори та фауни». Їхня реалізація дозволяє не тільки захистити птахів, але й підвищити надійність електропостачання. За 9 років загалом встановили 370 платформ для гнізд лелек, майже 5600 птахозахисних пристроїв, 122 штучних гніздівлі для птахів.
ДТЕК ВДЕ веде безперервний моніторинг популяцій птахів і тварин, що живуть на території сонячних та вітрових електростанцій. Зокрема, на Приморській ВЕС-2 гніздиться майже 100 різновидів птахів. Також ДТЕК ВДЕ став ініціатором екропроєкту для Тилігульського регіонального ландшафтного парку — Острови птахів. Мета — зберегти та за сприятливих умов примножити популяцію птахів, що гніздяться у Тилігульскому ландшафтному парку, що знаходиться в Миколаївській області.
Для досягнення цієї мети ДТЕК ВДЕ побудував штучні острови для гніздування птахів. «Мешканці» островів — 50 тис.птахів, 270 видів пернатих під час сезонних міграцій, понад 40 видів з Червоної книги України і Європейського червоного списку.
Проект реалізовується компанією з Тилігульским ландшафтним парком, працівники якого провели орнітологічний моніторинг на території парку та вже отримали перші результати. Успішність виведення потомства птахів в 2021 році на штучних платформах склала 90 %, в той час як у природних умовах цей показник становить від 30 % до 50 %.
ДТЕК Енерго допомагає вченим-орнітологам вивчати диких птахів Бурштинського півострова: спільно з нідерландською компанією Silence TV Europe і Галицьким національним природним парком було встановлено 4 лайв-камери, які транслюють життя водоплавних птахів. На сьогодні на водоймі зафіксовано до 100 різних видів птахів, 19 з яких занесені в Червону Книгу України. У 2020 році енергетики ДТЕК Бурштинська ТЕС ініціювали проєкт #StayHomeWatchBirds, у якому закликали всіх українців дотримуватися карантину, залишатися вдома та спостерігати за птахами, а свої спостереження передавати орнітологам.

## ДТЕК під часросійського вторгнення в Україну 2022 року

### Stop Bloody Energy
З початку російського вторгнення ДТЕК з НАК «Нафтогаз України» та НЕК «Укренерго» ініцюювали проєкт Stop Bloody Energy, закликаючи компанії припинити співпрацю з Росією у сфері енергетики. На сайті проєкту зібрана інформація про газові, вугільні (трейдингові), нафтосервісні та машинобудівельні компанії. Ініціатива була підтримана Офісом Президента України та Президентом Зеленським. Проєкт підтримали міністр закордонних справ України Дмитро Кулеба, радник голови Офісу Президента України Михайло Подоляк, посол України в Німеччині Андрій Мельник, а також відомі українські футболісти, телеведучі та артисти.
Один з найбільших у світі виробників спецтехніки японська компанія Komatsu перестала працювати з Росією, після того як компанія потрапила до списку Stop Bloody Energy. В рамках ініціативи Stop Bloody Energy понад 100 українців на початку травня 2022 р. зібралися під головним офісом французької компанії Engie з вимогою розірвати газові контракти з Росією. Також активісти з України та Європи в межах ініціативи Stop Bloody Energy провели в Давосі під час Всесвітнього економічного форуму акцію проти енергетичного бізнесу, який продовжує працювати в РФ.

### Гуманітарна допомога та підтримка ЗСУ
Від початку повномасштабного вторгнення Росії в Україну Група ДТЕК закуповує засоби захисту для військових, медикаменти та продуктові набори для українців, а також підтримує вимушених переселенців.
Станом на червень 2022 р., Група ДТЕК направила на підтримку ЗСУ, сил територіальної оборони та гуманітарну допомогу понад 500 млн гривень.
Компанія надала ЗСУ та громадам понад 50 тис. літрів пального та 450 тонн вугілля для евакуаційних потягів, понад 20 тис. одиниць медикаментів. Придбано та передано партії портативних рацій та систем зв'язку, партії джгутів-турнікетів, генератори та дрони.
Компанія ДТЕК забезпечила евакуацію близько 5 тис. своїх співробітників та членів їх сімей з зон бойових дій.
Загалом за період повномасштабної війни компанія передала з власного автопарку 158 транспортних засоби, серед яких позашляховики та мікроавтобуси, які використовуються для виконання завдань з захисту населення.

### Безкоштовна електроенергія для лікарень та військових
З початку повномасштабного вторгнення Росії в Україну Група ДТЕК безкоштовно надає електроенергію установам критичної інфраструктури — державним та комунальним медичним установам, військовим та силовим структурам. За чотири місяці Група ДТЕК надала безкоштовну електроенергію на 160 млн грн близько 100 закладам. Зокрема: Інститут травматології та ортопедії АМН України, Дніпропетровська обласна клінічна лікарня ім. І. І. Мечникова, Дніпропетровський обласний центр екстреної медицини та медицини катастроф, Курахівська міська лікарня тощо.

### Позиція акціонера компанії
В інтерв'ю Ахметов зазначив, що перемога для України — це «повне припинення вогню, відведення російських солдатів з України і повне відновлення в міжнародно визнаних кордонах України. Включно з Донбасом і Кримом».

## Досягнення
- ДТЕК отримав золото премії Eyes & Ears Awards 2021 у категорії спеціальних крос-медійних комунікацій, представивши кейс по презентації Нової Стратегії ДТЕК 2030[133]. На корпоративному сайті ДТЕК втілена можливість голосового пошуку інформації, що поліпшує доступність інформації для людей з вадами слуху. Також введений додатковий функціонал щодо адаптації візуального відображення інформації з урахуванням потреб людей з вадами зору. Крім цього ДТЕК озвучує новини і публікації на своєму сайті.
- У 2014 році ДТЕК побудував найбільшу вітрову електростанцію України наземного типу — Ботієвську ВЕС потужністю 200 МВт[134].
- У 2016 році шахтарі ДТЕК вперше в історії України за допомогою інноваційних технологій подолали унікальну геологічну аномалію «Богдановський скид»[135].
- З 2018 року ДТЕК активно використовує дрони. Приміром, за допомогою лазерного сканування дрони вимірюють обсяг запасів вугілля на ТЕС і роблять це з високою точністю[136].
- У 2019 році ДТЕК ввів в експлуатацію найбільшу в Україні і другу за потужністю сонячну електростанцію в Європі — Покровську СЕС потужністю 240 МВт[137].
- У 2019 ДТЕК почав навчати енергетиків за допомогою Teslasuit — розумного костюма з функцією передачі тактильних відчуттів у віртуальній і додатковій реальності[138].
- У 2019 році ДТЕК почав проводити ремонтні роботи електромереж без відключення клієнтів в Дніпропетровській області[139].
- Цифрова трансформація ДТЕК: Для цього в компанії була створена програма MODUS[140].
- У 2020 році компанія ДТЕК вперше в історії України проклала підземний Wi-Fi зв'язок — на шахті «Ювілейна» (Дніпропетровська область)[141].
- ДТЕК у 2020 році інвестував 3,2 млрд грн в сталий розвиток[142].
- У 2020 році ДТЕК впровадив на Ладижинській ТЕС систему розпізнавання порушень правил безпеки праці «Farseer», яка працює з використанням комп'ютерного зору і нейронних мереж[143].
- В травні 2021 року ДТЕК запустив першу в Україні промислову літій-іонну систему накопичення енергії (Energy Storage) потужністю 1 МВт і ємністю 2.25 МВт⋅г[144].
- ДТЕК Нафтогаз пробурив найглибшу експлуатаційну свердловину в Європі (6750 м)[145].
- Компанія ДТЕК Нафтогаз першою в Україні реалізувала масштабну 3D-сейсморозвідку родовищ[146].
- На ДТЕК Приморській вітроелектростанції використана інноваційна технологія — Цифрова підстанція (ЦПС)[147].

## Відзнаки
2023 року група ДТЕК зайняла 6 місце в рейтингу найкращих роботодавців за оцінкою журналу «ТОП-100. Рейтинги найбільших» видання Delo.ua.

## Звітність
- Річні звіти та консолідована фінансова звітність ДТЕК [Архівовано 11 січня 2022 у Wayback Machine.] (стандарти МСФЗ, аудит PricewaterhouseCoopers